# Kibibit
En Kibibit er en afledt enhed for information eller computerlager.
- 1 Kibibit = 210 bit = 1024 bit

Bit << Kibibit << Mebibit
Enheden Kibibit er tæt relateret til Kilobit = 103 bit.